# The Snow Goose
The Snow Goose (auch: Music Inspired by The Snow Goose) ist das dritte Studioalbum der britischen Progressive-Rock-Band Camel. Es erschien im Jahr 1975 bei Decca Records.

## Entstehung und Veröffentlichung
Nachdem auf Mirage mit The White Rider bereits ein Stück nach einer literarischen Vorlage veröffentlicht worden war, sollte nun ein ganzes Konzeptalbum folgen. Peter Bardens schlug zunächst Siddhartha oder Der Steppenwolf als Vorlage vor, die Wahl fiel schließlich aber auf Paul Gallicos Erzählung The Snow Goose, eine Parabel auf Freundschaft, Liebe und Krieg. Aufgrund juristischer Differenzen mit Gallico und seinem Verlag verwarf die Band allerdings alle Liedtexte und nahm das Album ohne solche auf, und Music Inspired by the Snow Goose wurde sein offizieller Titel.
Eine CD-Fassung von The Snow Goose kam erstmals 1983 auf den Markt, ab 2002 erschienen mehrere remasterte und Deluxe-Fassungen mit diversen Bonus-Titeln, die v. a. aus Live-Versionen bestanden. Im Jahr 2013 erschien bei Camel Productions eine Neuaufnahme des Albums.

## Titelliste

### Seite 1
1. The Great Marsh – 2:02
2. Rhayader – 3:01
3. Rhayader Goes to Town – 5:19
4. Sanctuary – 1:05
5. Fritha – 1:19
6. The Snow Goose – 3:11
7. Friendship – 1:43
8. Migration – 2:01
9. Rhayader Alone – 1:50

### Seite 2
1. Flight of the Snow Goose – 2:40
2. Preparation – 3:58
3. Dunkirk – 5:19
4. Epitaph – 2:07
5. Fritha Alone – 1:40
6. La Princesse Perdue – 4:43
7. The Great Marsh (Reprise) – 1:20

### Bonus-Titel 2002
1. Flight of the Snow Goose (Single Edit) – 2:05
2. Rhayader (Single Edit) – 3:09
3. Flight of the Snow Goose (Alternate Single Edit) – 2:49
4. Rhayader Goes to Town (Live) – 5:07
5. The Snow Goose/Freefall (Live) – 11:01

### Bonus-CD 2009
1. Rhayader Goes to Town – 5:08
2. Sanctuary – 1:12
3. The Snow Goose – 3:03
4. Migration – 3:31
5. Rhayader Alone – 1:43
6. The Flight of the Snow Goose – 2:56
7. Preparation – 2:04
8. Dunkirk – 5:10
9. Epitaph – 1:16
10. La Princesse Perdue – 4:40
11. The Great Marsh – 1:57 (Title 1–11: BBC Radio 1 in Concert 1975)
12. Selections from the Snow Goose – 9:39 (The Old Grey Whistle Test 1975)

## Stil
Camel spielen auf ihrem dritten Album eleganten Progressive Rock, der bis auf wenige wortlose Gesangspassagen instrumental ist. Es finden sich weniger rockige Passagen als auf Mirage, der Stil ist ruhiger und getragener; der Fokus liegt auf den variierenden Klangflächen, die den Spannungsbogen und die Intensität von Gallicos Erzählung nachbilden sollen. Die Atmosphäre des Albums ist meist elegisch und melancholisch.

## Rezeption
Obwohl die ersten Reaktionen nach der Veröffentlichung sehr kritisch waren, und das Album auch heute bisweilen noch als „ein klein wenig kitschig […], lahm, seicht, schläfrig, eintönig, träge und unspektakulär“ kritisiert wird, gilt The Snow Goose dennoch neben Mirage und Moonmadness als Klassiker der Band. Laut Horst Straske von den Babyblauen Seiten ist es ein „Meilenstein des instrumentalen Progressive Rocks […], der symphonische Klanglandschaften in höchster Vollendung bietet.“ Er findet, „[d]ie musikalische Umsetzung der Geschichte von Paul Gallico ist überaus gelungen.“ Das eclipsed-Magazin nahm das Album in seine Liste der 150 wichtigsten Prog-Alben auf.